# جاسك سوفتوير
 جاسك سوفتوير هي شركة تأسست في 1991 من قبل الطيار روبرت فويت Robert Voit، وذلك ولعه الكبير بعالم الإعلام الآلي.
جاسك هو نحت لكلمات Jet And Software Company معنى شركة الطائرة نفاثة والبرمجيات، ليلخص كل معشوات روبرت فويت.

 كريس توفطو هو الرئيس التنفيذي للمشروع ل جاسك سوفتوير منذ 1991.
واحدة من أكبر مشاريع الشركة كان برنامج لمعالجة الصور بانت شوب برو.
 جاسك سوفتوير  تم شراؤها في الخريف 2004 من طرف شركة كوريل.
وأصبح بانت شوب برو يدعى الآن كوريل بانت شوب برو.